# Sassy Girl Chun-hyang
Sassy Girl Chun-hyang (coréen: 쾌걸 춘향), aussi connu sous le titre de Delightful Girl Choon-hyang, est une série télévisée sud-coréenne créée par les Sœurs Hong et diffusée en 2005 sur KBS2. Il s'agit d'une transposition contemporaine du célèbre conte Chunhyangjeon.

## Résumé
Adolescent belliqueux et fauteur de troubles, Lee Mong-ryong quitte son école de Séoul pour rejoindre le lycée de Namwon, dans le Jeolla du Nord. Son père, un chef de police décoré, espère ainsi l'assagir.
Sur place, Mong-ryong rencontre Chun-hyang, une jeune fille dotée d'une forte personnalité, pauvre et courageuse. D'emblée, leur relation est conflictuelle.
A la suite d'un concours de circonstances désastreux, Mong-ryong et Chun-hyang sont contraints de se marier pour préserver la réputation de leurs familles et de leur établissement scolaire ! Leur histoire s'annonce semée d'embûches...

## Distribution

### Acteurs principaux
- Han Chae-young : Sung Chun-hyang
- Jae Hee : Lee Mong-ryong
- Uhm Tae-woong : Byun Hak-do
- Park Si-eun : Hong Chae-rin

### Acteurs secondaires
- Lee In-hye : Han Dan-hee
- Moon Ji-yoon : Bang Ji-hyuk
- Kim Chung : Gong Wol-mae
- Ahn Suk-hwan : le père de Mong-ryong
- Choi Ran : la mère de Mong-ryong
- Joo Ho : Kim Dong-soo
- Lee Han-wi : le professeur du lycée
- Hong Ji-young : Mi-san
- Son Il-kwon : Kang-min
- Lee Ji-hoon : le Directeur Baek
- Park Si-hoo : le petit ami de Chae-rin (invité)

## Accueil
Première production des Sœurs Hong, Sassy Girl Chun-hyang obtient non seulement un immense succès national mais conquit également de nombreux pays asiatiques. A ce jour, la série reste la production la plus regardée des Hong, avec un taux d'audience maximal d'environ 32% pour l'épisode final. 

### Récompenses
2005 KBS Drama Awards
- Prix d'excellence pour un acteur : Uhm Tae-woong
- Meilleur acteur dans un second rôle : Ahn Suk-hwan
- Révélation masculine : Jae Hee
- Prix de la popularité : Han Chae-young
- Prix du meilleur couple : Jae Hee and Han Chae-young

### Audiences
| Episode | Date de diffusion originale | TNS Media | TNS Media |
| Episode | Date de diffusion originale | National  | Séoul     |
| ------- | --------------------------- | --------- | --------- |
| 1       | 3 janvier 2005              | 14.4%     | 14.8%     |
| 2       | 4 janvier 2005              | 14.1%     | 14.1%     |
| 3       | 10 janvier 2005             | 18.2%     | 18.8%     |
| 4       | 11 janvier 2005             | 17.3%     | 17.4%     |
| 5       | 17 janvier 2005             | 23.6%     | 24.9%     |
| 6       | 18 janvier 2005             | 25.9%     | 27.1%     |
| 7       | 24 janvier 2005             | 26.2%     | 26.7%     |
| 8       | 25 janvier 2005             | 25.9%     | 26.9%     |
| 9       | 31 janvier 2005             | 29.1%     | 29.9%     |
| 10      | 1 février 2005              | 26.4%     | 26.0%     |
| 11      | 7 février 2005              | 22.0%     | 20.5%     |
| 12      | 14 février 2005             | 25.1%     | 24.2%     |
| 13      | 15 février 2005             | 25.9%     | 26.3%     |
| 14      | 21 février 2005             | 26.4%     | 25.9%     |
| 15      | 22 février 2005             | 30.1%     | 29.4%     |
| 16      | 28 février 2005             | 30.7%     | 30.2%     |
| 17      | 1 mars 2005                 | 32.2%     | 32.1%     |
| Moyenne | Moyenne                     | 24.3%     | 24.4%     |